# نیک ماسی
نیک ماسی (انگلیسی: Nick Massi؛ ۱۹ سپتامبر ۱۹۲۷ – ۲۴ دسامبر ۲۰۰۰) یک موسیقی‌دان اهل ایالات متحده آمریکا بود.